# Dworiczczia (obwód tarnopolski)
Dworiczczia (ukr. Дворіччя; do 1946 roku Ludwikówka) – wieś na Ukrainie, w  obwodzie tarnopolskim, w rejonie tarnopolskim.
Częścią wsi była po II wojnie światowej niegdyś samodzielna wieś i gmina jednostkowa (utworzona 1 lipca 1926) Wesołówka (po 1934 w gminie Nastasów), którą skasowano po przesiedleniu mieszkańców do chutora Koło Tchorika (Коло Тхорика), należącego do wsi Józefówka (Йосипівка).
Do 2020 w rejonie trembowelskim.